# Sofia Oxenham
Sofia Oxenham (Cornualles; 1998) es una actriz británica. Conocida por interpretar a Tess Tregidden en la serie Poldark de la BBC One y a Carrie en la serie Extraordinary de Disney+.

## Biografía
Hija de padre australiano y madre córnica, tiene otros dos hermanos y una hermana. Creció en Devon antes de que la familia se mudara a Trebetherick en Cornualles, cuando ella era una adolescente. Trabajó para una empresa local de esquí acuático en Rock (Cornualles), durante sus vacaciones de verano.
Desde muy pequeña era una entusiasta actriz y participó en obras de teatro escolares y producciones dramáticas locales de aficionados en Cornualles. Dos veces llegó a la ronda final de entrevistas de la Real Academia de Arte Dramático (RADA) sin que llegara a ser seleccionada. Posteriormente, se mudó a Londres donde trabajó como corredora en un set de filmación y actuaba en fiestas infantiles, antes de que una tercera solicitud fuera exitosa. Se graduó en la RADA en 2017.
Poco después de graduarse en la escuela de teatro, tuvo su primer papel en la televisión en un episodio de la serie británica Grantchester (2019), donde interpreta el personaje de Lottie. Posteriormente interpretó a Tess Tregidden, en la temporada 5 de la serie Poldark (2019) de la BBC One. También tuvo un papel recurrente como Eydis en la serie de Netflix, Maldita (2020), además de tener papeles episódicos en series como Doc Martin (2019),  Drácula (2020) y Soulmates (2020).
En 2023, interpretó su primer papel protagonista de Carrie en la serie de comedia de superhéroes de Disney+ Extraordinary. Carrie tiene la capacidad de comunicarse con espíritus más allá del mundo de los vivos. En una entrevista con Collider dijo que se rio a carcajadas de los guiones que parecían «frescos y diferentes» y que ser parte del programa era una «oportunidad de oro».  Oxenham lo describió como el primer papel cómico que ha interpretado. Mike Hale en The New York Times la elogió por comunicar escenas más allá de lo grave que «una sincronización de labios de Oxenham logra con un gran efecto cómico». El programa fue bien recibido y Disney+ decidió renovarlo para una segunda temporada en enero de 2023.
En marzo de 2024, fue nominada en la categoría de «Mejor Actuación femenina en un programa de comedia» en los Premios de la Academia Británica de la Televisión. Ese mismo año, apareció en la serie de televisión de Amazon Prime Video, A Very Royal Scandal, junto a Michael Sheen, interpretando a la princesa Eugenia.

## Filmografía
| Año       | Título               | Papel            | Notas                                  | Ref.   |
| --------- | -------------------- | ---------------- | -------------------------------------- | ------ |
| 2019      | Grantchester         | Lottie           | Episodio 4x02                          | [ 1 ]  |
| 2019      | Doc Martin           | Ally             | Episodio «Equilibrium»                 |        |
| 2019      | Poldark              | Tess Tregidden   | 8 episodios                            | [ 5 ]  |
| 2020      | Dracula              | Sam              | Miniserie; episodio «The Dark Compass» | [ 15 ] |
| 2020      | Soulmates            | Hannah           | Episodio «The Lovers»                  |        |
| 2020      | Maldita              | Eydis            | 5 episodios                            | [ 16 ] |
| 2023-2024 | Extraordinary        | Carrie           | Papel principal; 16 episodios          | [ 8 ]  |
| 2024      | A Very Royal Scandal | Princesa Eugenia | 3 episodios                            | [ 14 ] |
| 2025      | Crimen en el paraíso | Lisa Bulmer      | 1 episodio                             |        |